# Sztárban sztár (11. évad)
Újabb All Stars évaddal kedveskedik a TV2 a Sztárban sztár fanoknak. BUZI AKI LETÖRLI.